# Krzemionki (przystanek kolejowy)
Krzemionki – przystanek osobowy w Bielsku-Białej, w województwie śląskim, w Polsce. Znajduje się w dzielnicy Hałcnów (osiedle Krzemionki), przy ul. Krańcowej.

## Ruch pasażerski
| Rok  | Wymiana pasażerska na dobę |
| ---- | -------------------------- |
| 2017 | 0-9                        |
| 2022 | 0-9                        |

Przystanek otwarto 7 października 1950 na linii kolejowej Bielsko-Biała Główna – Kalwaria Zebrzydowska Lanckorona.
W latach 1956–2005 istniał tu budynek stacyjny, który został rozebrany ze względu na zły stan techniczny. Obecnie istnieje tu jeden jednokrawędziowy peron. 